# Avenir Social
AvenirSocial (Berufsverband Soziale Arbeit Schweiz – Association professionnelle suisse du travail social) vertritt die Interessen der Professionellen mit einer Ausbildung in Sozialarbeit, Sozialpädagogik, Soziokultureller Animation,  Kindererziehung und Sozialpädagogische Werkstattleitung auf Ebene Fachhochschule, Höhere Fachschule und Universität in der Schweiz. Der schweizweite Verband ist aus Fusion der Vorgängervereinigungen Schweizerische Berufsverband Soziale Arbeit (SBS/ASPAS, gegründet 1969), der Schweizerische Berufsverband der SozialpädagogInnen (SBVS) und die Fédération Suisse des travailleurs et travailleuses de l’éducation sociale (FERTES) entstanden.

## Ziel
Ziel ist die Vernetzung der Professionellen der sozialen Arbeit sowie die Vertretung und Wahrung ihrer beruflichen, wirtschaftlichen und sozialen Interessen.
Die Schwerpunkte liegen in der Berufs-, Bildungs- und Sozialpolitik auf nationaler und internationaler Ebene. Bei der Bearbeitung dieser Themen wird der Vorstand Schweiz von Fachkommissionen und Fachgruppen unterstützt.

## Organisation
Dem nationalen Verband sind 13 Sektionen in der deutsch- und französischsprachigen Schweiz angegliedert.
Der Verein ist im Milizsystem organisiert. Neben dem Vorstand bilden Fach- und Arbeitsgruppen den Kern des Verbandes. Den Gremien steht die Geschäftsstelle Schweiz in Bern und in einigen Sektionen die Sektionsgeschäftsstellen operativ zur Seite.

## Aktuelle Projekte
Im Jahr 2008 initiierte der Verein die Kampagne Pro Sozialcharta, mit dem Ziel, die Ratifizierung der revidierten Europäischen Sozialcharta durch die Schweiz, voranzutreiben. Die Kampagne wird von Persönlichkeiten, NGOs, NPOs und Privaten unterstützt.
Im Jahr 2017 und 2018 wurde die Kampagne "sozial ausgebildet". Begleitet wurde die Kampagne von einem Bericht, der aufzeigt, dass nur 50 % der im Sozialbericht tätigen über eine Ausbildung (auf Stufe Berufslehre oder Studium an HF, FH oder Universität) verfügt.